# 戊糖

核酮糖（Ribulose）
木酮糖（Xylulose）

戊醣（英語：pentose）又称五碳醣，是一種含有5個碳原子的單醣。在1號碳上有醛基的稱為五碳醛糖（戊醛糖）；2號碳上有酮基的稱為五碳酮糖（戊酮糖）。戊醛糖有3个手性中心，因此可能有8种旋光異構體。
- 五碳醛糖結構：

核糖（Ribose）
阿拉伯糖（Arabinose）
木糖（Xylose）
來蘇糖（Lyxose）

- 五碳酮糖結構：

- 核酮糖（Ribulose）
- 木酮糖（Xylulose）